# 米子松蔭高等学校
米子松蔭高等学校（よなごしょういんこうとうがっこう）は、鳥取県米子市二本木にある私立高等学校。学校法人米子永島学園が運営している。

## 歴史
- 1955年（昭和30年） - 米子高等経理学校として開校。
- 1962年（昭和37年） - 米子商業高等学校に改称。
- 2001年（平成13年） - 米子松蔭高等学校に改称。
- 2017年 (平成29年) - 米子松蔭高校として(初)甲子園出場
- 2018年（平成30年）度 - 商業学科の生徒募集を停止[1]。
- 2019年（平成31年）度末 - 商業学科を廃止[1]。

## 学科
全日制
- 普通学科[1]
  - 特別進学コース・文理選抜コース・総合進学コース
- 商業学科 - 2018年（平成30年）に生徒募集を停止し、2019年（平成31年）度末に廃止[1]。

## 部活動
体育部
- 野球部は1988年夏（第70回）・1992年春（第64回）・2000年夏（第82回）・2017年夏（第99回）・2025年春（第97回）の5度甲子園出場歴あり。
- 陸上部は、全国高等学校駅伝競走大会に男女とも出場。女子は8位入賞したことあり。
- ソフトボール部もまた男女とも全国大会に出場している。女子は全国大会で5位入賞あり。
- 女子バレーボール部も2006年にインターハイ、2007年に春高それぞれ初出場を果たした。
- 剣道部も男女共にインターハイ・全国選抜に出場している。
- ソフトテニス部も男女とも全国大会に出場している。

文化部
- 簿記競技部は、全国大会に個人・団体いずれかで27回連続出場。
- 放送部は、NHK杯全国高等学校放送コンテストに連続出場。
- 美術部は、様々な部門で全国大会に入賞。
- ワープロ部も、全国大会に出場。

## 姉妹校
- 学校法人永島学園
  - 松江西高等学校（島根県松江市）
  - 出雲西高等学校（島根県出雲市）
- 学校法人益田永島学園
  - 明誠高等学校（島根県益田市）

## 著名な卒業生

### サッカー
- 西尾崚 - 元サッカー選手（鳥取-鳥取D-ヴィガラス）
- 石輪聖人 - 元サッカー選手（鳥取-ルート11）
- 畑中槙人 - サッカー選手（鳥取-新潟S-A東京）
- 磯江太勢 - サッカー選手（鳥取-松江-福山）
- 曽我大地 - サッカー選手（鳥取-枚方-福山）
- 世瀬啓人 - サッカー選手（鳥取）
- 那須甚有 - サッカー選手（鳥取-松江-FC徳島）
- 東條敦輝 - サッカー選手（鳥取）
- 坂本敬 - サッカー選手（鳥取）

### 芸能
- ネゴシックス - お笑い芸人
- まひる（ガンバレルーヤ） - お笑い芸人
- 佐野マリア - タレント